# Gyorskölcsön
A gyorskölcsön olyan, jellemzően szabad felhasználású kölcsön, amelyet a pénzügyi szolgáltatók gyors elbírálással (1-2 nap), rövid futamidőre folyósítanak ám jelentős kamattal. Más hitelkonstrukcióknál jellemzően kisebb összegűek. Magánszemélyek között baráti kölcsönről beszélünk, visszaélés esetén uzsoráról. 
A gyorskölcsön a személyi kölcsön egy fajtája, amelyet rendszerint egyszerű igényelhetőséggel, gyors és rugalmas elérhetőséggel népszerűsítenek a pénzügyi szolgáltatók. A kölcsönnyújtó a folyósítás előtt nem folytat részletes hitelbírálati eljárást, és nem kíván meg kezest sem. Ezek a kölcsönök ezért jóval kockázatosabbak a hitelezőnek, így a kamat  jelentős, ami akár 100% feletti THM-et is jelenthet.
A gyorskölcsön általában szabadon felhasználható, tehát az igénylőnek nem kell hitelcélt igazolnia a hitelező felé. Ez alól kivételt képezhetnek az áruvásárlási, utazási vagy egészségügyi gyorskölcsönök, amelyeket kifejezetten valamilyen áru vagy szolgáltatás fedezeteként igényelnek.

## Jogi szabályozás
A törvényesség feltétele az érvényes kölcsönszerződés megléte.
A gyorskölcsön felvételének és visszafizetésének körülményeit a 2013. évi V. törvény, azaz a Polgári Törvénykönyv LIII. fejezete szabályozza. Ennek értelmében:
A hitelező a kölcsönösszeg kifizetését megtagadhatja, ha a szerződés megkötése után az adós körülményeiben vagy a biztosítékértékében vagy érvényesíthetőségében olyan lényeges változás állt be, amely miatt a szerződés teljesítése többé nem elvárható, és az adós felszólítás ellenére nem ad megfelelő biztosítékot.
A hitelező emellett felmondhatja a gyorskölcsönre kötött szerződést akkor is, ha az adós a hitelezőt megtévesztette,  a kölcsön fedezetével, biztosítékával vagy céljának megvalósulásával kapcsolatos vizsgálatot akadályozza;az adós fedezet elvonására irányuló magatartása; a kölcsönre nyújtott biztosíték értéke vagy érvényesíthetősége jelentősen csökkent; Tartozása gyűlik fel, illetve nem együttműködő.

## Gyorskölcsön igénylése
A gyorskölcsön igénylésére lehetőség van személyesen, a pénzintézet fiókjaiban, illetve egyre gyakrabban online formában is. Az online igénylés népszerűsége egyre nagyobb e kölcsöntípus esetében, mivel a személyes igénylésnél általában gyorsabb és egyszerűbb folyamat.
Az igényléskor a hiteligénylőnek meg kell adnia személyes adatait, be kell mutatnia a jogosultságát bizonyító dokumentumokat, illetve azt is meg kell adnia, hogy pontosan milyen feltételekkel és mekkora összeget kölcsönözne.
Az igénylést követően a pénzintézetek általában 24 órán belül tájékoztatják az igénylőt arról, hogy megkaphatja-e a kölcsönt.

## Feltételei
A gyorskölcsön igénylőjének legalább 18 évesnek kell lennie, de egyes esetekben akár 21 éves korhatárt is megszabhatnak a pénzintézetek. Megszabhatnak maximális életkort is, ez általában 65-70 év. Az igényléshez szükséges valamilyen személyazonosságot igazoló okmány (személyi igazolvány, jogosítvány vagy útlevél), lakcímkártya, illetve egyes esetekben ez utóbbi hiányában bérleti szerződés bemutatása. Alapvető feltétel a magyar állampolgárság megléte és az egy munkahelyen eltöltött, legalább hat hónapos folyamatos munkaviszony igazolása is.
A gyorskölcsönöket kínáló pénzintézetek maguk szabják meg, hogy milyen feltételekkel adnak ilyen hitelt ügyfeleiknek.
Önerő jellemzően nem szükséges ahhoz, hogy a gyorskölcsönt folyósítsák. Kivételt képezhetnek ez alól bizonyos áruhitel gyorskölcsönök, ahol egyes esetekben 10-20 százalékos, vagy akár magasabb önerőt is előírhatnak a pénzintézetek.
Viszonylag nagyobb összegű gyorskölcsönök esetén a hitelező gépjármű fedezetet kér. Fedezetként szolgálhat motorkerékpár, teherautó, mezőgazdasági gép, vagy más típusú gépjármű is. A felvehető összeg ekkor a gépjármű forgalmi értékének legfeljebb 65 százaléka lehet. A gépjármű értékének megállapításához, azaz az értékbecsléshez annak EroTax-értékét veszik figyelembe. A gépjárműnek, amely a hitel fedezetéül szolgál, érvényes dokumentumokkal kell rendelkeznie, valamint nem lehet 12 évesnél idősebb (illetve a futamidő végén 15 évesnél idősebb). A gépjármű a futamidő alatt szabadon használható, ám nem adható el. 
Minden esetben szükség van arra, hogy a hiteligénylő igazoljon valamilyen jövedelmet a pénzintézet felé, az összeg azonban az igényelt hitel mértékétől is függhet.  A jövedelem igazolása érdekében egy 30 napnál nem régebbi dokumentum (például munkáltató igazolás, bérpapír, bankszámlakivonat, nyugdíjszelvény vagy postai szelvény) bemutatása szükséges.

## Kizáró tényezők
A pénzintézetek Magyarországon kizáró tényezőnek tekintik  ha a hiteligénylő aktív státusszal rendelkezik a KHR (korábbi BAR) listán. Sok esetben még a passzív státusz is kizáró tényező lehet.